# Luke Durbridge
Luke Durbridge (ur. 9 kwietnia 1991 w Greenmount) – australijski kolarz torowy i szosowy, zawodnik należącej do dywizji UCI WorldTeams drużyny Mitchelton-Scott, dwukrotny mistrz świata.
Podczas Igrzysk Wspólnoty Narodów w 2010 roku zdobył brązowy medal w szosowej jeździe indywidualnej na czas.

## Najważniejsze osiągnięcia

### kolarstwo torowe
2008
- 1. miejsce w mistrzostwach świata juniorów (wyścig druż. na dochodzenie)

2011
- 1. miejsce w mistrzostwach świata (wyścig druż. na dochodzenie)
- 1. miejsce w mistrzostwach Australii (wyścig punktowy)

### kolarstwo szosowe
2009
- 1. miejsce w mistrzostwach świata juniorów (jazda ind. na czas)

2010
- 2. miejsce w mistrzostwach świata w jeździe indywidualnej na czas (do lat 23)

2011
- 1. miejsce w mistrzostwach świata (do lat 23, jazda ind. na czas)
- 1. miejsce w mistrzostwach Australii (do lat 23, jazda ind. na czas)

2012
- 1. miejsce w Circuit de la Sarthe
  - 1. miejsce na 3. etapie (ITT)
- 1. miejsce w prologu (ITT) Critérium du Dauphiné
- 1. miejsce w Tour du Poitou-Charentes
  - 1. miejsce na 4. etapie (ITT)
- 1. miejsce w mistrzostwach Australii (jazda indywidualna na czas)
- 3. miejsce w mistrzostwach świata w jeździe drużynowej na czas
- 1. miejsce w Duo Normand (razem ze Sveinem Tuftem)

2013
- 1. miejsce w mistrzostwach Australii (jazda indywidualna na czas)
- 1. miejsce w mistrzostwach Australii (start wspólny)
- 2. miejsce w mistrzostwach świata w jeździe drużynowej na czas

2014
- 2. miejsce w mistrzostwach świata w jeździe drużynowej na czas

2016
- 3. miejsce w mistrzostwach świata w jeździe drużynowej na czas

2020
- 1. miejsce w mistrzostwach Australii (jazda indywidualna na czas)

2022
- 2. miejsce w mistrzostwach Australii (jazda indywidualna na czas)
- 3. miejsce w mistrzostwach świata (mieszana jazda drużynowa na czas)